# Keltis
Keltis est un jeu de société créé par Reiner Knizia en 2008, illustré par Martin Hoffmann et Claus Stephan, et édité par Kosmos.
Pour 2 à 4 joueurs, à partir de 10 ans pour environ 40 minutes.

## Récompenses
- Spiel des Jahres  2008